# Грикуров, Эдуард Петрович
Эдуард Петрович Грикуров (1907—1982) — советский оперный дирижёр. Народный артист РСФСР (1957). Лауреат Сталинской премии второй степени (1951).

## Биография
Э. П. Грикуров родился 29 марта (11 апреля) 1907 года в Тифлисе (ныне Тбилиси, Грузия). Учился в ТбГК по классам фортепиано у А. И. Тулашвили, теории музыки и композиции ― у М. М. Ипполитова-Иванова и С. В. Бархударяна. Совершенствовался в Ленинградской консерватории, которую окончил в 1933 как дирижёр (класс А. В. Гаука).
После кратковременного сотрудничества с Оркестром русских народных инструментов имени В. В. Андреева Грикуров в 1937 году начал работу в Малом оперном театре, с которым и была связана в дальнейшем вся его дирижёрская карьера. С 1944 по 1969 он занимал пост главного дирижёра этого театра (с перерывом в 1956—1960 годах, когда руководил оркестром ЛАТОБ имени С. М. Кирова).
Грикуров преподавал дирижирование в ЛГК имени Н. А. Римского-Корсакова (с 1971 года профессор); среди его учеников, в частности, Шамгон Кажгалиев, Александр Алексеев, Вахтанг Жордания, Дмитрий Китаенко, Д. В. Смирнов.
Э. П. Грикуров умер 13 декабря 1982 года. Похоронен в Ленинграде на Богословском кладбище.

## Творчество
Поставил более тридцати спектаклей, в том числе:
- «Фальстаф» Дж. Верди
- «Паяцы» Р. Леонкавалло
- «Золотой петушок» Н. А. Римского-Корсакова
- «Сельская честь» П. Масканьи
- «Лакме» Л. Делиба
- «Богема» Дж. Пуччини
- 1950 — «Молодая гвардия» Ю. С. Мейтуса
- 1955 — «Война и мир» С. С. Прокофьева
- «Любовь к трем апельсинам» С. С. Прокофьева
- «Виринея» С. М. Слонимского
- «Антоний и Клеопатра» С. Барбера
- Особое внимание привлекла работа Грикурова в возобновлении в 1965 году оперы «Катерина Измайлова», как отмечала Софья Хентова:«Музыкальная сторона на должной высоте прежде всего благодаря тщательной, тонкой работе Э. Грикурова. По существу, он создал свою исполнительскую редакцию оперы. Найдены гибкие темпы, соответствующие стремительной динамике действия. <…> Оркестр, управляемый Грикуровым, — вот кто, собственно, стал едва ли не главным „героем“ спектакля. Оркестр ведёт, направляет действие, создаёт эмоциональную атмосферу, увлекает певцов. Нет ни одного оркестрового штриха, который вызывал бы споры или возражения»[2].

## Музыка кино
- «Сын Монголии» (1936)

## Награды и премии
- заслуженный деятель искусств РСФСР (1954)
- народный артист РСФСР (1957)
- Сталинская премия второй степени (1951) — за дирижирование оперным спектаклем «Молодая гвардия» Ю. С. Мейтуса